# Antínoo Braschi

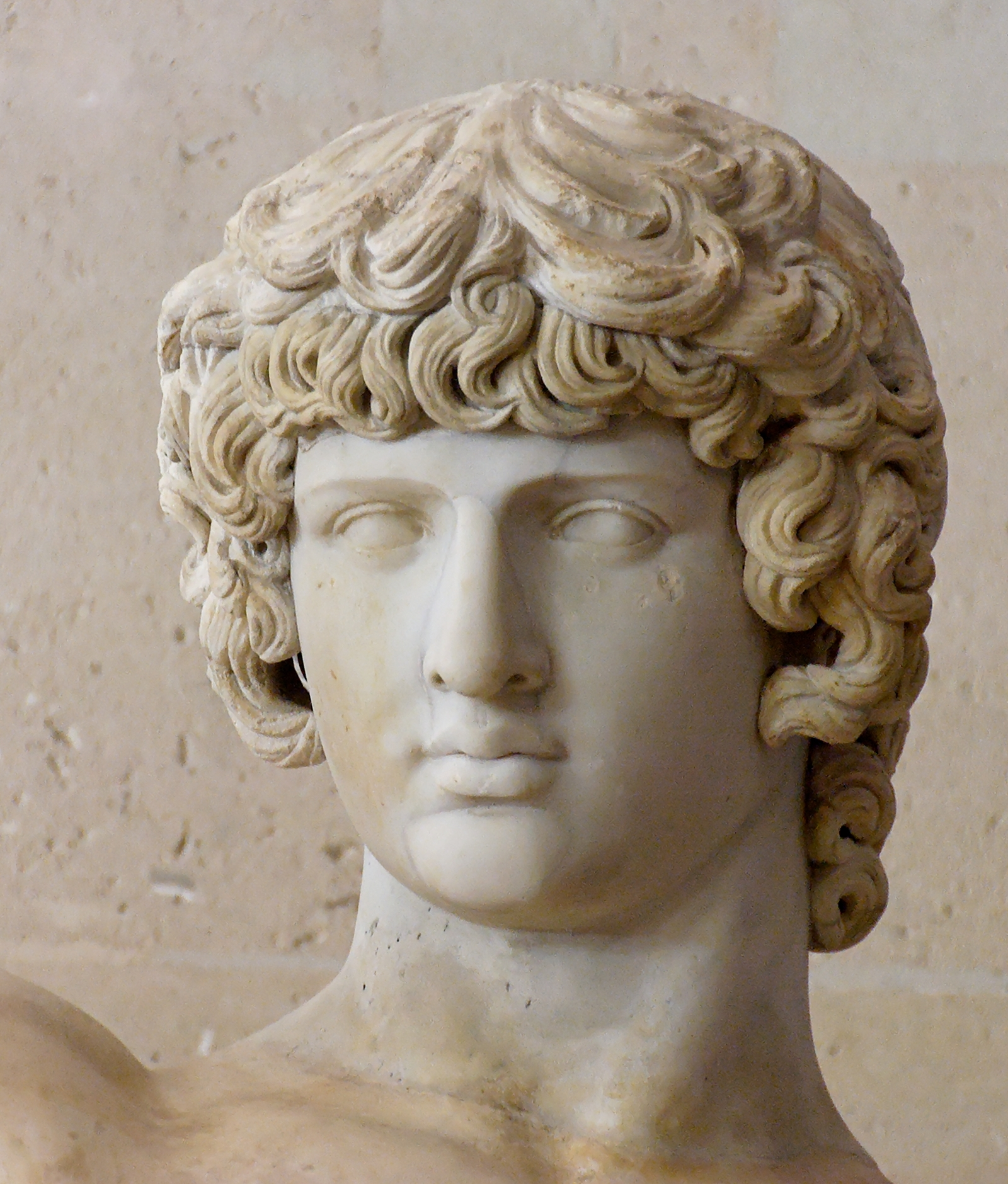
Detalhe da cabeça do Antínoo Braschi do Museu do Louvre

O Antínoo Braschi do Museu do Louvre é uma estátua de mármore do século II d.C.
A estátua exposta no Louvre é uma montagem moderna de uma cabeça de Antínoo, antiga, mas com sinais importantes de restauro, sobre um corpo de Hércules. Era conhecida inicialmente por Antínoo Albani, mas é, de facto, proveniente da coleção Braschi.